# 高知県立須崎総合高等学校
高知県立須崎総合高等学校（こうちけんりつ すさきそうごうこうとうがっこう、英語 : SUSAKI SOGO High School）は、高知県須崎市に所在する公立の高等学校。

## 概要
須崎市に所在する唯一の公立高校で、高吾地域拠点校（H・I・C）に選定された。

2019年（平成31年）に高知県立須崎高等学校と高知県立須崎工業高等学校が統合し開校。平成29年度・30年度に須崎高校、須崎工業高校に入学した生徒は須崎総合高校に転籍した。

## 学科
【出典】
全日制課程
※ 人数は定員
- 普通科 - 3学級、120人
  - 文理コース（2年生、3年生）
  - 教養コース（2年生、3年生）
- 機械系学科 - 40人
  - 機械専攻 - 20人
  - 造船専攻 - 20人
- 電気情報系学科 - 40人
  - 電気専攻 - 20人
  - 電子情報専攻 - 20人
- システム工学系学科 - 40人
  - 機械制御専攻 - 20人
  - 住環境専攻 - 20人

定時制課程
※ 人数は定員
- 普通科 - 1学級、40人

## 沿革
- 2019年（平成31年）4月 - 高知県立須崎総合高等学校が開校する[1]。
  - 4月8日 - 開校記念式典を挙行する[3]。

## 部活動
【出典】
運動部
- 陸上競技部
- ハンドボール部
- ソフトボール部
- サッカー部
- カヌー部

文化部
- 音楽部
- 書道部
- 将棋部
- 文学部
- 食物部
- 造船部